# Devil May Cry 3: Dante's Awakening
Devil May Cry 3: Dante's Awakening, gavs ut i Japan som Devil May Cry 3 (japanska: デビル メイ クライ 3 Hepburn: Debiru Mei Kurai Surī?), är den andra uppföljaren till TV-spelet Devil May Cry. Spelet kom 2005 och lanserades till formaten Playstation 2. Det släpptes senare även till Microsoft Windows, Playstation 3 och Xbox 360. Denna gång utspelas handlingen före första delen. Dante är återigen huvudrollsinnehavaren.